# Geothlypis nelsoni
Mariquita-do-mato ou pia-cobra-de-capuz (Geothlypis nelsoni) é uma espécie de ave da família Parulidae.
É endémica do México.
Os seus habitats naturais são: regiões subtropicais ou tropicais húmidas de alta altitude e matagal tropical ou subtropical de alta altitude.